# Cleanin' Out My Closet
Singles de Eminem
Without Me
(2002) Lose Yourself
(2002)
Cleanin' Out My Closet est une chanson du rappeur américain Eminem. Elle est sortie le 13 aoüt 2002 en tant que second single de l'album The Eminem Show, le quatrième album du rappeur. Elle est également incluse dans la première compilation d'Eminem,  Curtain Call: The Hits, en 2005. 
Cleanin' Out My Closet reste l'une des chansons les mieux classées dans les charts aux États-Unis, ayant même atteint la première place. Elle a également servi pour la promotion du film 8 Mile, dans lequel Eminem tient le rôle principal. Ses paroles sont consacrées à la mère d'Eminem. Le rappeur lui reproche violemment de l'avoir maltraité durant son enfance et déclare qu'il aurait dû couper tous les ponts avec elle.

## Contenu et vidéo

### Genèse
Eminem est un rappeur américain originaire de Détroit dans le Michigan bien qu'il soit né dans la périphérie de Kansas City. Il commence sa carrière en 1996 avec Infinite, passé inaperçu à l'époque. Eminem devient réellement populaire en 1999 grâce au tube international My Name Is. Eminem utilisait alors quasi exclusivement son alter-ego Slim Shady dans ces chansons comme dans The Real Slim Shady ou dans Guilty Conscience. Avant la sortie de Cleanin' Out My Closet, Eminem n'avait sorti que deux singles sans son alter ego : The Way I Am et Stan toutes les deux sur son album The Marshall Mathers LP. Eminem décide donc dans son nouvel album de donner une vision plus sérieuse qu'auparavant comme dans Hailie's song. L'intégralité de l'album The Eminem Show a été enregistrée à Détroit en 2001 et 2002. La chanson est quant à elle enregistrée en 2001.

### Clip
Le clip a été réalisé par Dr. Dre et Philip Atwell, filmé en juillet 2002 . Le clip vidéo dure 5 minutes et 12 secondes .
On suit dans ce clip un enfant qui représente Eminem étant enfant. L'enfant joue tout d'abord dans sa chambre quand sa mère vient frapper à la porte. Il se cache alors dans un placard. Sa mère parvient à entrer et tire son fils pour le sortir de sa chambre. On voit alors Eminem creusant un trou à la pelle sous la pluie durant le refrain. Les deux parents de l'enfant se disputent ensuite. Le père renverse sa femme et le berceau qui se trouvait à côté d'elle. La femme oblige alors son mari à quitter la maison. On voit ensuite la mère de l'enfant prendre des médicaments tout en préparant le repas. L'enfant en profite pour voler un billet avant de recevoir son repas. La femme trouve ensuite un dossier où l'on peut lire « Dear mom, by Marshall Mathers » (« Chère maman, par Marshall Mathers ») et où il est écrit « I hate you » (« Je te déteste ») sur toutes les pages. L'enfant écrit ensuite un message à sa mère dans lequel il inscrit les paroles du refrain qui indiquent qu'il veut s'excuser. Sa mère le lit mais n'y adresse pas d'attention et le jette aussitôt.

### Contenu
La chanson peut être classée dans la catégorie rap hardcore. Dans le premier couplet, Eminem fait front aux critiques du grand public, décrit dans le second les difficultés qu'il a rencontrées durant son enfance, puis dans le dernier la maltraitance que sa mère lui a fait subir. Son ressentiment envers sa mère s'exprime avec une grande violence dans plusieurs passages de la chanson : « Hailie est devenue grande, maintenant, tu devrais la voir, elle est magnifique. / Mais tu ne la verras jamais. Elle ne sera même pas à ton enterrement! / [...] Sale égoïste, j’espère que tu crameras en enfer pour ça! / Souviens-toi quand Ronnie est mort et que tu m’as dit que t'aurais préféré que ça soit moi? / Eh ben, tu sais quoi? Je suis mort. Considère-moi comme totalement mort à ton égard! ». 
Le rappeur critique également son père qui l'a abandonné alors qu'il n'avait qu'un an, en déclarant que lui n'imaginerait jamais pouvoir abandonner sa fille, quelles que soient les difficultés rencontrées.

## Caractéristiques artistiques

### Édition
Deux remixes sont sorties sur la mixtape. La première utilise la batterie et la basse et la seconde est une version religieuse intitulée (God is) Cleanin' Out My Closet. La deuxième piste du CD Single, Stimulate, apparaît dans la version deluxe de la bande originale d'8 Mile. Stimulate apparaît également sur la mixtape Straight from the Lab. Cleanin' Out My Closet est sortie tout d'abord sous la forme digitale puis sous la forme d'un CD Single. Elle est également sortie en cassette au Royaume-Uni.
La chanson dure 4 minutes et 57 secondes. Les paroles sont écrites par Eminem et Jeff Bass qui sont aussi les producteurs de la chanson. Elle est sortie sous les trois labels auxquels appartient Eminem, à savoir Shady Records, Aftermath Entertainment et Interscope Records.
- Format digital[4]

1. "Cleanin' Out My Closet" - 4:57
2. "Cleanin' Out My Closet" (Instrumental) - 4:57
3. "Stimulate" - 5:06

- CD single édition Royaume-Uni

1. "Cleanin' Out My Closet" - 4:57
2. "Cleanin' Out My Closet" (Instrumental) - 4:57
3. "Stimulate" - 5:06
4. "Cleanin' Out My Closet" (Video) - 4:57

- Cassette édition Royaume-Uni

1. "Cleanin' Out My Closet" - 4:57
2. "Cleanin' Out My Closet" (Instrumental) - 4:57
3. "Stimulate" - 5:06

- DVD édition Royaume-Uni

1. "Cleanin' Out My Closet" (Video - Version 2) - 4:57
2. "Cleanin' Out My Closet" (Making of the Video) - 3:00

- CD single édition Allemagne

1. "Cleanin' Out My Closet" - 4:57
2. "Stimulate" - 5:06

- CD single Allemagne

1. "Cleanin' Out My Closet" - 4:57
2. "Stimulate" - 5:06
3. "Cleanin' Out My Closet" (Instrumental) - 4:57
4. "Cleanin' Out My Closet" (Video - Version 1) - 4:57

## Performances dans lescharts
La chanson Cleanin' Out My Closet est classée dans plusieurs classements mondiaux dans les jours et semaines qui suivent sa sortie.
| Pays - classement (2002)                                      | Meilleure position |
| ------------------------------------------------------------- | ------------------ |
| Australie - ARIA Charts                                       | 3                  |
| Autriche - Ö3 Austria Top 40                                  | 5                  |
| Belgique - Flandre (Ultratop 50)                              | 6                  |
| Belgique - Région wallonne / Bruxelles-Capitale (Ultratop 40) | 10                 |
| Danemark - Tracklisten                                        | 3                  |
| Pays-Bas - Nederlandse Top 40                                 | 4                  |
| Finlande - Suomen virallinen lista                            | 10                 |
| France - SNEP                                                 | 20                 |
| Irlande - IRMA                                                | 3                  |
| Italie - FIMI                                                 | 8                  |
| Nouvelle-Zélande - RIANZ                                      | 5                  |
| Norvège - VG-lista                                            | 4                  |
| Roumanie - Romanian Top 100                                   | 5                  |
| Suède - Sverigetopplistan                                     | 3                  |
| Suisse - Schweizer Hitparade                                  | 5                  |
| Royaume-Uni - UK Singles Chart                                | 4                  |
| États-Unis - Billboard Hot 100                                | 3                  |
| États-Unis - Billboard Hot R&B/Hip-Hop Singles & Tracks       | 11                 |
| États-Unis - Billboard Hot Rap Tracks                         | 5                  |

| Classement de fin d'année (2002)                              | Position |
| ------------------------------------------------------------- | -------- |
| Australie - ARIA Charts                                       | 40       |
| Autriche - Ö3 Austria Top 40                                  | 46       |
| Belgique - Ultratop 50 (Flandre)                              | 42       |
| Belgique - Ultratop 40 (Région wallonne / Bruxelles-Capitale) | 59       |
| Pays-Bas - Nederlandse Top 40                                 | 73       |
| Suisse - Schweizer Hitparade                                  | 59       |
| Royaume-Uni - UK Singles Chart                                | 94       |

| Pays             | Certification | Date             | Ventes certifiées |
| ---------------- | ------------- | ---------------- | ----------------- |
| Australie        | Platine       | 2002             | 70 000            |
| Belgique         | Or            | décembre 2002    | 20 000            |
| Nouvelle-Zélande | Or            | 17 novembre 2002 | 7 500             |
| Suède            | Or            | 20 décembre 2002 | 10 000            |